# Рыков, Иван Васильевич
Иван Васильевич Рыков [1797 — 12 мая 1869, Санкт-Петербург] — генерал-лейтенант флота, участник Крымской войны.
Родился в 1797 году в семье смоленских военных. В войне с Наполеоном погиб его отец — пятидесятный начальник Смоленского ополчения Василий Фёдорович Рыков (1766 года рождения). 15 июня 1812 года Рыков поступил в Морской корпус кадетом, где учился вместе с Нахимовым П. С., 14 мая 1815 года был произведён в гардемарины, а через три года, 9 февраля 1818 года — в мичманы.
Служить мичмана Рыкова направили на Балтику, в 23-й Флотский экипаж и принялся осваивать новую технику — пароходы. В те годы их называли на английский манер «стимботы» или «пироскафы».

В 1820 году на галиоте «Англия» плавал между Свеаборгом и Ревелем, в 1821 году, на брандвахтенном бриге «Молния», был в кампании на Свеаборгском рейде.

С 1822 по 1824 год находился при Свеаборгском порте и в это время, 22 марта 1823 года, произведён был в лейтенанты.

В 1825 году на шхуне «Радуга» Рыков плавал между Кронштадтом и Свеаборгом, в 1827—1829 годах, командуя транспортами «Невка» и «Фонтанка», ежегодно плавал по портам Финского залива.

С 1830 года по 1836 год, командуя пароходом «Охта», ходил между Санкт-Петербургом и Кронштадтом и 22 апреля 1833 года был произведён в капитан-лейтенанты.
В 1836 году обеспечивал торжественное шествие по Неве ботика Петра I, за что получил благодарность от Императора. В этом же году Рыков находился на работах при строительстве форта «Александр I» и награждён 1000 рублями, а с 1837 года по 1844 год, командуя пароходами «Проворный» и «Поспешный», осуществлял перевозку грузов и строительных материалов туда же.

В 1843 году капитан-лейтенант Рыков И. В. был прикомандирован как воспитатель к юным сыновьям Николая I — Николаю и Михаилу. За правильное и в то же время справедливое и строгое их воспитание он был награждён «бриллиантовыми перстнями от Великих Князей». 6 декабря 1843 года он был произведен в капитаны 2-го ранга, с назначением помощником капитана над Свеаборгским портом, и в том же году, 4 декабря, за беспорочную выслугу 25 лет в офицерских чинах, награждён орденом Св. Георгия 4-го класса (№ 7086 по кавалерскому списку Григоровича — Степанова).
20 февраля 1846 года Рыков назначен помощником капитана над Кронштадтским портом, а 7 апреля того же года произведён в капитаны 1-го ранга. В течение десяти лет, с 1846 года по 1856 год, состоя в той же должности, Рыков ежегодно командовал внутренней брандвахтой. На этой должности Рыков во время Крымской войны принимал участие в отражении англо-французского флота от Кронштадта и обеспечивал безопасность боевых испытаний подводных электрических мин конструкции Якоби. 14 июля 1851 года награжден орденом Св. Анны II степени с императорской короной. 
В 1853 году, за выслугу 35-и лет, был награждён орденом Св. Владимира 4-й степени. 22 февраля 1856 года назначен был присутствовать в Конторе над Кронштадтским портом, 26 августа того же года произведён в генерал-майоры, с состоянием при том же порте.

28 декабря 1859 года зачислен по резервному флоту, а 30 августа 1861 года произведён в генерал-лейтенанты и уволен от службы.
Умер 12 мая 1869 года в Санкт-Петербурге, похоронен на Митрофаниевском кладбище. Затем его прах был перенесён на Новодевичье кладбище при Воскресенском Новодевичьем монастыре Санкт-Петербурга. Сейчас в этой могиле под названием «Моряки — первопроходцы» покоятся шесть моряков рода Рыковых.

## Семья
Род Рыковых владел деревнями: Нестерево, Новосёлки, Луговино, пустошь Вещаничина, Кухарево Рославльского уезда, Иван Васильевич отказался от доли в отцовском наследстве по недвижимости в Смоленской губернии в пользу своих родных.
В семье Ивана Васильевича было пятеро сыновей: Василий (1829—1880), Николай (1835—1904), Пётр (1836—1844), Павел (1839—1895), Сергей (1841—1911) и три дочери. Его четыре сына (Василий, Николай, Павел и Сергей) достигли адмиральских званий. Они честно служили России, внеся большой вклад в дело освоения Дальнего Востока.